# My Everything
My Everything — другий студійний альбом американської поп-співачки та акторки Аріани Ґранде. Реліз відбувся 25 серпня 2014 року на лейблі Republic Records. Альбом дебютував на вершині чарту альбомів Billboard 200 у Сполучених Штатах, продавши 169 000 копій за перший тиждень. Пізніше він увійшов до списку найпопулярніших альбомів 2014, 2015 і 2010-их років у Billboard 200.
Альбом дебютував на першому місці в Австралії та Канаді й отримав загалом позитивні відгуки музичних критиків. На 57-й щорічній премії Греммі у 2015 році My Everything був номінований на найкращий поп-вокальний альбом.
Альбом був підтриманий п'ятьма синглами, кожен з яких досяг глобального успіху. Провідний сингл «Problem» побив численні рекорди цифрових продажів після релізу і досяг другого місця в американському чарті Billboard Hot 100. Другий сингл «Break Free» посів четверте місце в США. Наступний сингл, «Bang Bang», досяг третього місця в США і очолив міжнародні чарти. Четвертий і п'ятий сингли, «Love Me Harder» і «One Last Time», досягли сьомого та тринадцятого місць відповідно, а останній досяг другого місця у Сполученому Королівстві. Щоб просувати альбом, Ґранде вирушила у тур The Honeymoon Tour у 2015 році.

## Створення
|                                                                                | Це альбом, який я хотіла би зробити дещо іншим. Я не хочу, щоб він звучав як розширена версія «Yours Truly», я хочу, щоб він звучав як еволюція. [...] У мене є багато ідей, які мене захоплюють, і багато речей, які вже готуються до релізу. |
| — Ґранде про перехід до нового стилю в інтерв'ю для Rolling Stone у 2013 році. | |

Дебютний студійний альбом співачки, Yours Truly, вийшов 3 вересня 2013 року і отримав схвальні відгуки критиків. Пізніше того ж місяця в інтерв'ю журналу Rolling Stone співачка заявила, що почала писати та працювати над своїм другим студійним альбомом і вже закінчила роботу над двома піснями.
Запис альбому розпочався у жовтні 2013 року, коли Ґранде працювала з Гармоні Семюелсом та Томмі Брауном, своїми попередніми продюсерами. Спочатку співачка планувала випустити альбом приблизно у лютому 2014. У січні 2014 року вона підтвердила, що працює з новими продюсерами Райаном Теддером, Саваном Котеча, Бенні Бланко, Кі Вейном та Максом Мартіном.
Ґранде заявила наприкінці лютого, що хоче назвати свій альбом на честь пісні, яку вона закінчила у ці вихідні й яка змушує її плакати.
3 березня 2014 року було оголошено, що Аріана буде представлена в синглі під назвою «Don't Be Gone Too Long» з альбому Кріса Брауна X. Спочатку сингл мав вийти 25 березня 2014 року, однак він був відкладений через те, що Брауна відправили до в'язниці за звинуваченням у нападі. Ґранде оголосила про затримку пісні 17 березня 2014 через Twitter й того ж вечора провела пряму трансляцію, щоб компенсувати затримку синглу, де вона представила чотири нові пісні зі свого майбутнього альбому. Через два дні після цього Аріана повідомила, що через затримку пісні вона випустить натомість перший сингл зі свого майбутнього другого студійного альбому.
Ґранде закінчила роботу над альбомом наприкінці травня 2014 й вже 28 червня представила назву альбому та оголосила дату випуску (25 серпня 2014).

## Сингли
Прем’єра першого синглу з альбому, «Problem», який Аріана записала разом з Іггі Азалією, був представлений на Radio Disney Music Awards 2014. Офіційний реліз відбувся пізніше того ж вечора, 28 квітня 2014 року. Пісня дебютувала під номером три в Billboard Hot 100. Пізніше сингл досяг другого рядку в цьому ж рейтингу, утримуючи це місце п'ять тижнів поспіль. У США було продано 3,7 мільйона копій синглу, а в березні 2016 року пісня отримала шестикратний платиновий статус від Американської асоціації компаній звукозапису (RIAA).
Другий сингл, «Break Free», вийшов 2 липня 2014 року й записаний за участю продюсера Zedd. Пісня дебютувала під номером 15 у Billboard Hot 100. Після виходу кліпу, пісня піднялася в Hot 100 з вісімнадцятого місця до четвертого. Всього було продано 1,9 мільйона копій «Break Free» станом на червень 2020 року, і він отримав тричі платиновий сертифікат RIAA.
Композиція «Bang Bang», записана з Jessie J та Нікі Мінаж була вперше надіслана на радіостанції 28 липня 2014 року і вже наступного дня вийшла офіційно. Трек служить головним синглом з альбому Jessie J  під назвою Sweet Talker і третім синглом з My Everything. Пісня дебютувала під шостим номером і досягла третього місця в Hot 100, одночасно дебютувавши на вершині чарту синглів Великобританії. Станом на листопад 2017 року, «Bang Bang» отримав шість платинових сертифікатів RIAA.
Четвертий сингл, «Love Me Harder», у якому з'явився The Weeknd, вперше з'явився на радіо 30 вересня 2014 року. Він дебютував під номером 79, а пізніше досяг сьомого місця в Hot 100, зробивши Аріану виконавицею із найбільшою кількістю треків у десятці кращих синглів у 2014 році. Пісня була продана тиражем у 1,3 мільйона копій у Сполучених Штатах і отримала тричі платиновий статус RIAA.
«One Last Time» вийшов на радіостанціях 10 лютого 2015 року як п’ятий і останній сингл. Він дебютував під номером 80 у Hot 100 і досяг 13 місця, ставши єдиним синглом з альбому, який не потрапив до першої десятки.  Станом на червень 2020 року, всього було продано 918 000 цифрових одиниць у США.

## Список композицій
| My Everything – Стандартне видання | My Everything – Стандартне видання                  | My Everything – Стандартне видання | My Everything – Стандартне видання          | My Everything – Стандартне видання |
| #                                  | Назва                                               | Автор | Продюсер(и)                                 | Тривалість                         |
| ---------------------------------- | --------------------------------------------------- | --- | ------------------------------------------- | ---------------------------------- |
| 1.                                 | «Intro»                                             | Tommy Brown Victoria McCants Аріана Ґранде | Brown                                       | 1:20                               |
| 2.                                 | «Problem» (із Iggy Azalea)                          | Ilya Salmanzadeh Макс Мартін Savan Kotecha Amethyst Kelly Grande [ 26 ]                                                                                   | Мартін Ilya Shellback Peter Carlsson [a]    | 3:13                               |
| 3.                                 | «One Last Time»                                     | David Guetta Kotecha Giorgio Tuinfort Rami Yacoub Carl Falk                                                                                               | Falk Rami Ilya [b] Tuinfort [b] Kotecha [a] | 3:17                               |
| 4.                                 | «Why Try»                                           | Benjamin Levin Ryan Tedder Ammar Malik Noel Zancanella | Tedder Benny Blanco Zancanella              | 3:31                               |
| 5.                                 | «Break Free» (із Zedd)                              | Anton Zaslavski Мартін Kotecha | Zedd Мартін                                 | 3:35                               |
| 6.                                 | «Best Mistake» (із Big Sean)                        | Sean Anderson Dwane Weir II Grande | Key Wane Sauce [a]                          | 3:53                               |
| 7.                                 | «Be My Baby» (із Cashmere Cat)                      | Levin Magnus August Høiberg Theron Thomas Timothy Thomas Peder Losnegård                                                                                  | Benny Blanco Cashmere Cat Lido              | 3:36                               |
| 8.                                 | «Break Your Heart Right Back» (із Childish Gambino) | Kirby Dockery Andrew "Pop" Wansel Warren "Oak" Felder Donald Glover Bernard Edwards Nile Rodgers Steven Jordan Christopher Wallace Sean Combs Mason Betha | Pop & Oak                                   | 4:13                               |
| 9.                                 | «Love Me Harder» (із The Weeknd)                    | Мартін Kotecha Peter Svensson Ali Payami Abel Tesfaye Ahmad Balshe                                                                                        | Payami Svensson P. Carlsson [a]             | 3:56                               |
| 10.                                | «Just a Little Bit of Your Heart»                   | Harry Styles Johan Carlsson | J. Carlsson P. Carlsson [a]                 | 3:51                               |
| 11.                                | «Hands on Me» (із A$AP Ferg)                        | Rodney Jerkins Alicia Renee Williams Adrianne Birge Darold Ferguson, Jr.                                                                                  | Darkchild Hot Sauce                         | 3:13                               |
| 12.                                | «My Everything»                                     | Grande Brown McCants Taylor Parks | Brown McCants [a]                           | 2:48                               |
| 40:31                              |                                                     | |                                             |                                    |

| My Everything – Розширене видання (бонусні треки) | My Everything – Розширене видання (бонусні треки) | My Everything – Розширене видання (бонусні треки)                                        | My Everything – Розширене видання (бонусні треки) | My Everything – Розширене видання (бонусні треки) |
| #                                                 | Назва                                             | Автор                                                                                    | Продюсер(и)                                       | Тривалість                                        |
| ------------------------------------------------- | ------------------------------------------------- | ---------------------------------------------------------------------------------------- | ------------------------------------------------- | ------------------------------------------------- |
| 13.                                               | «Bang Bang» (with Jessie J and Nicki Minaj)       | Мартін Kotecha Rickard Göransson Onika Maraj                                             | Мартін Göransson Ilya Kuk Harrell [a]             | 3:18                                              |
| 14.                                               | «Only 1»                                          | Grande Brown Travis Sayles McCants Dennis Jenkins                                        | Grande Brown Sayles McCants [a]                   | 3:14                                              |
| 15.                                               | «You Don't Know Me»                               | Grande Harmony Samuels Helen "Carmen Reece" Culver Al Sherrod Lambert Maurice David Wade | Samuels Jo Blaq [a]                               | 3:52                                              |
| 51:10                                             |                                                   |                                                                                          |                                                   |                                                   |

| My Everything – Італійське видання (бонусні треки) | My Everything – Італійське видання (бонусні треки)           | My Everything – Італійське видання (бонусні треки) | My Everything – Італійське видання (бонусні треки) | My Everything – Італійське видання (бонусні треки) |
| #                                                  | Назва                                                        | Автор                                              | Продюсер(и)                                        | Тривалість                                         |
| -------------------------------------------------- | ------------------------------------------------------------ | -------------------------------------------------- | -------------------------------------------------- | -------------------------------------------------- |
| 16.                                                | «One Last Time» (із Fedez)                                   | Guetta Kotecha Tuinfort Yacoub Falk                | Falk Yacoub Ilya [b] Tuinfort [b] Kotecha [a]      | 3:18                                               |
| 17.                                                | «Love Me Harder» (Grande and The Weeknd) (Alex Ghenea Remix) | Мартін Kotecha Svensson Payami Tesfaye Balshe      | Payami Svensson P. Carlsson [a]                    | 3:32                                               |
| 18.                                                | «One Last Time» (Gazzo Remix)                                | Guetta Kotecha Tuinfort Yacoub Falk                | Falk Yacoub Ilya [b] Tuinfort [b] Kotecha [a]      | 4:05                                               |

| My Everything – Французьке нове видання (бонусні треки) | My Everything – Французьке нове видання (бонусні треки) | My Everything – Французьке нове видання (бонусні треки) | My Everything – Французьке нове видання (бонусні треки) | My Everything – Французьке нове видання (бонусні треки) |
| #                                                       | Назва                                                   | Автор                                                   | Продюсер(и)                                             | Тривалість                                              |
| ------------------------------------------------------- | ------------------------------------------------------- | ------------------------------------------------------- | ------------------------------------------------------- | ------------------------------------------------------- |
| 16.                                                     | «One Last Time» (Attends-moi) (із Kendji Girac)         | Guetta Kotecha Tuinfort Rami Yacoub Falk                | Falk Yacoub Ilya [b] Tuinfort [b] Kotecha [a]           | 3:14                                                    |
| 17.                                                     | «Love Me Harder» (with The Weeknd) (Alex Ghenea Remix)  | Мартін Kotecha Svensson Payami Tesfaye Balshe           | Payami Svensson P. Carlsson [a]                         | 3:32                                                    |
| 18.                                                     | «One Last Time» (Gazzo Remix)                           | Guetta Kotecha Tuinfort Yacoub Falk                     | Falk Yacoub Ilya [b] Tuinfort [b] Kotecha [a]           | 4:05                                                    |

| My Everything – Розширене видання від бельгійського Fnac (бонусний диск) | My Everything – Розширене видання від бельгійського Fnac (бонусний диск) | My Everything – Розширене видання від бельгійського Fnac (бонусний диск) | My Everything – Розширене видання від бельгійського Fnac (бонусний диск) | My Everything – Розширене видання від бельгійського Fnac (бонусний диск) |
| #                                                                        | Назва                                                                    | Автор                                                                    | Продюсер(и)                                                              | Тривалість                                                               |
| ------------------------------------------------------------------------ | ------------------------------------------------------------------------ | ------------------------------------------------------------------------ | ------------------------------------------------------------------------ | ------------------------------------------------------------------------ |
| 1.                                                                       | «Problem» (із Iggy Azalea) (DJ Buddha Dub Remix)                         | Salmanzadeh Мартін Kotecha Kelly                                         | Мартін Ilya Shellback P. Carlsson [a]                                    | 6:52                                                                     |
| 2.                                                                       | «Problem» (із Iggy Azalea) (DJ Class Remix)                              | Salmanzadeh Мартін Kotecha Kelly                                         | Мартін Ilya Shellback P. Carlsson [a]                                    | 5:15                                                                     |

| My Everything – Латиноамериканське видання (бонусний трек) | My Everything – Латиноамериканське видання (бонусний трек) | My Everything – Латиноамериканське видання (бонусний трек) | My Everything – Латиноамериканське видання (бонусний трек) | My Everything – Латиноамериканське видання (бонусний трек) |
| #                                                          | Назва                                                      | Автор                                                      | Продюсер(и)                                                | Тривалість                                                 |
| ---------------------------------------------------------- | ---------------------------------------------------------- | ---------------------------------------------------------- | ---------------------------------------------------------- | ---------------------------------------------------------- |
| 16.                                                        | «Problem» (із Iggy Azalea and J Balvin)                    | Salmanzadeh Мартін Kotecha Kelly                           | Мартін Ilya Shellback P. Carlsson [a]                      | 3:13                                                       |
| 54:23                                                      |                                                            |                                                            |                                                            |                                                            |

| My Everything – Ексклюзивне видання від Walmart (бонусний трек) | My Everything – Ексклюзивне видання від Walmart (бонусний трек) | My Everything – Ексклюзивне видання від Walmart (бонусний трек) | My Everything – Ексклюзивне видання від Walmart (бонусний трек) | My Everything – Ексклюзивне видання від Walmart (бонусний трек) |
| #                                                               | Назва                                                           | Автор                                                           | Продюсер(и)                                                     | Тривалість                                                      |
| --------------------------------------------------------------- | --------------------------------------------------------------- | --------------------------------------------------------------- | --------------------------------------------------------------- | --------------------------------------------------------------- |
| 16.                                                             | «Problem» (із Iggy Azalea) (Wayne G Club Mix)                   | Salmanzadeh Мартін Kotecha Kelly                                | Мартін Ilya Shellback P. Carlsson [a] Wayne G [c]               | 6:35                                                            |
| 57:45                                                           |                                                                 |                                                                 |                                                                 |                                                                 |

| My Everything – Ексклюзивне видання від Target (бонусні треки) | My Everything – Ексклюзивне видання від Target (бонусні треки) | My Everything – Ексклюзивне видання від Target (бонусні треки) | My Everything – Ексклюзивне видання від Target (бонусні треки) | My Everything – Ексклюзивне видання від Target (бонусні треки) |
| #                                                              | Назва                                                          | Автор                                                          | Продюсер(и)                                                    | Тривалість                                                     |
| -------------------------------------------------------------- | -------------------------------------------------------------- | -------------------------------------------------------------- | -------------------------------------------------------------- | -------------------------------------------------------------- |
| 16.                                                            | «Cadillac Song»                                                | Grande Brown Sayles McCants Leon Sylvers                       | Brown Sayles McCants [a]                                       | 2:52                                                           |
| 17.                                                            | «Too Close»                                                    | Grande Samuels Culver Lambert Wade                             | Samuels Jo Blaq [a]                                            | 3:35                                                           |
| 57:27                                                          |                                                                |                                                                |                                                                |                                                                |

| My Everything – Японське видання (бонусні треки) | My Everything – Японське видання (бонусні треки) | My Everything – Японське видання (бонусні треки) | My Everything – Японське видання (бонусні треки) | My Everything – Японське видання (бонусні треки) |
| #                                                | Назва                                            | Автор                                            | Продюсер(и)                                      | Тривалість                                       |
| ------------------------------------------------ | ------------------------------------------------ | ------------------------------------------------ | ------------------------------------------------ | ------------------------------------------------ |
| 16.                                              | «Cadillac Song»                                  | Grande Brown Sayles McCants Sylvers              | Brown Sayles McCants [a]                         | 2:52                                             |
| 17.                                              | «Too Close»                                      | Grande Samuels Culver Lambert Wade               | Samuels Jo Blaq [a]                              | 3:35                                             |
| 18.                                              | «Baby I» (із Taro Hakase)                        | Бейбіфейс Antonio Dixon Patrick "J. Que" Smith   | Edmonds Dixon                                    | 3:17                                             |
| 60:44                                            |                                                  |                                                  |                                                  |                                                  |

| My Everything – Японське розширене видання (бонусний DVD) | My Everything – Японське розширене видання (бонусний DVD) | My Everything – Японське розширене видання (бонусний DVD) |
| #                                                         | Назва                                                     | Тривалість                                                |
| --------------------------------------------------------- | --------------------------------------------------------- | --------------------------------------------------------- |
| 1.                                                        | «Problem» (із Iggy Azalea) (Music video)                  | 3:28                                                      |
| 2.                                                        | «Problem» (із Iggy Azalea) (Lyric video)                  | 3:14                                                      |
| 3.                                                        | «Official Interview»                                      | 8:00                                                      |
| 14:42                                                     |                                                           |                                                           |

Примітки
- ↑  вказує на продюсера вокалу
- ↑  вказує співпродюсера
- ↑  вказує на реміксера

## Чарти
| Чарт (2014)                                        | Позиція |
| -------------------------------------------------- | ------- |
| Австралія Australian Albums (ARIA)                 | 1       |
| Австрія Austrian Albums (Ö3 Austria Top 40)        | 3       |
| Бельгія Flanders Albums                            | 1       |
| Бельгія Wallonia Albums                            | 11      |
| Бразилія Brazilian Albums (ABPD)                   | 7       |
| Канада Canadian Albums (Billboard)                 | 1       |
| КНР Chinese Albums (Sino Chart)                    | 8       |
| Хорватія Croatian Albums (HDU)                     | 31      |
| Данія Danish Albums (Hitlisten)                    | 2       |
| Нідерланди Dutch Albums (MegaCharts)               | 3       |
| Фінляндія Finnish Albums (Suomen virallinen lista) | 8       |
| Франція French Albums (SNEP)                       | 18      |
| Німеччина German Albums (Offizielle Top 100)       | 5       |
| Греція Greek Albums (IFPI)                         | 5       |
| Ірландія Irish Albums (IRMA)                       | 2       |
| Італія Italian Albums (FIMI)                       | 4       |
| Японія Japanese Albums Chart (Oricon)              | 3       |
| Мексика Mexican Albums (AMPROFON)                  | 4       |
| Нова Зеландія New Zealand Albums (RMNZ)            | 3       |
| Норвегія Norwegian Albums (VG-lista)               | 1       |
| Польща Polish Albums (ZPAV)                        | 9       |
| Португалія Portuguese Albums (AFP)                 | 7       |
| Шотландія Scottish Albums (OCC)                    | 4       |
| Південна Корея South Korean Albums (Gaon)          | 35      |
| Іспанія Spanish Albums Chart (PROMUSICAE)          | 3       |
| Швеція Swedish Albums (Sverigetopplistan)          | 2       |
| Швейцарія Swiss Albums (Schweizer Hitparade)       | 2       |
| Тайвань Taiwanese Albums (Five Music)              | 1       |
| Велика Британія UK Albums (OCC)                    | 3       |
| США Billboard 200                                  | 1       |

## Продажі
| Країна                | Сертифікат | Сертифікація (таблиця продажів та сертифікатів) |
| --------------------- | ---------- | ----------------------------------------------- |
| Австралія (ARIA)      | Золото     | +35,000                                         |
| Австрія (IFPI)        | Платина    | +15,000                                         |
| Бразилія (ABPD)       | Золото     | +50,000                                         |
| Канада (CRIA)         | Платина    | +80,000                                         |
| Данія (IFPI Denmark)  | Золото     | +10,000                                         |
| Італія (FIMI)         | Платина    | +50,000                                         |
| Японія (RIAJ)         | Платина    | +181,000                                        |
| Мексика (AMPROFON)    | 3× Платина | +180,000                                        |
| Польща (ZPAV)         | Платина    | +20,000                                         |
| Південна Корея        |            | 1,541                                           |
| Швеція (GLF)          | Платина    | +40,000                                         |
| Велика Британія (BPI) | Платина    | 327,521                                         |
| США (RIAA)            | 2× Платина | +735,000                                        |